# Dawes
Dawes — американская рок-группа из Лос-Анджелеса, в состав которой входят братья Тейлор и Гриффин Голдсмиты, Уайли Гелбер и Тей Стратейрн.
Тейлор Голдсмит и Гелбер прежде были участниками коллектива Simon Dawes, распавшегося в 2006 году, после того как Блейк Миллс, один из соавторов песен, покинул состав. В новой формации музыканты отказались от постпанковского звучания в пользу фолк-рока, характерного для сцены Лорел-Каньона (район Лос-Анджелеса), из которой вышли Crosby, Stills & Nash, Нил Янг и другие. По приглашению продюсера Джонатана Уилсона группа принимала участие в местных неформальных джем-сейшнах вместе с Конором Оберстом, Крисом Робинсоном из The Black Crowes и Бенмонтом Тенчем. Группа записала дебютный альбом North Hills (2009) в Лорел-Каньоне «вживую» на аналоговой аппаратуре, и полученное звучание рецензент журнала Rolling Stone назвал «достоверно старинным». В записи принимал участие Пэт Сансон, мультиинструменталист группы Wilco.
В 2010 году состав покинул клавишник Алекс Каснофф, которого заменил Тей Стратейрн. 7 июня 2011 года Dawes выпустили второй альбом Nothing Is Wrong, занявший 64-е место в чарте Billboard 200, и гастролировали по США с Blitzen Trapper. 1 декабря того же года они вместе Джексоном Брауном исполнили песни «When My Time Comes» и «How Far We’ve Come» в Зукотти-парке в поддержку акции «Захвати Уолл-стрит».

## Дискография
- 2009: North Hills (ATO Records)
- 2011: Nothing Is Wrong (ATO Records)
- 2013: Stories Don't End (HUB Records)
- 2015: All Your Favorite Bands (HUB Records)
- 2016: We're All Gonna Die (HUB Records)
- 2018: Passwords (HUB Records)
- 2020: Good Luck with Whatever (Rounder Records)
- 2022: Misadventures of Doomscroller (Rounder Records)

## Галерея

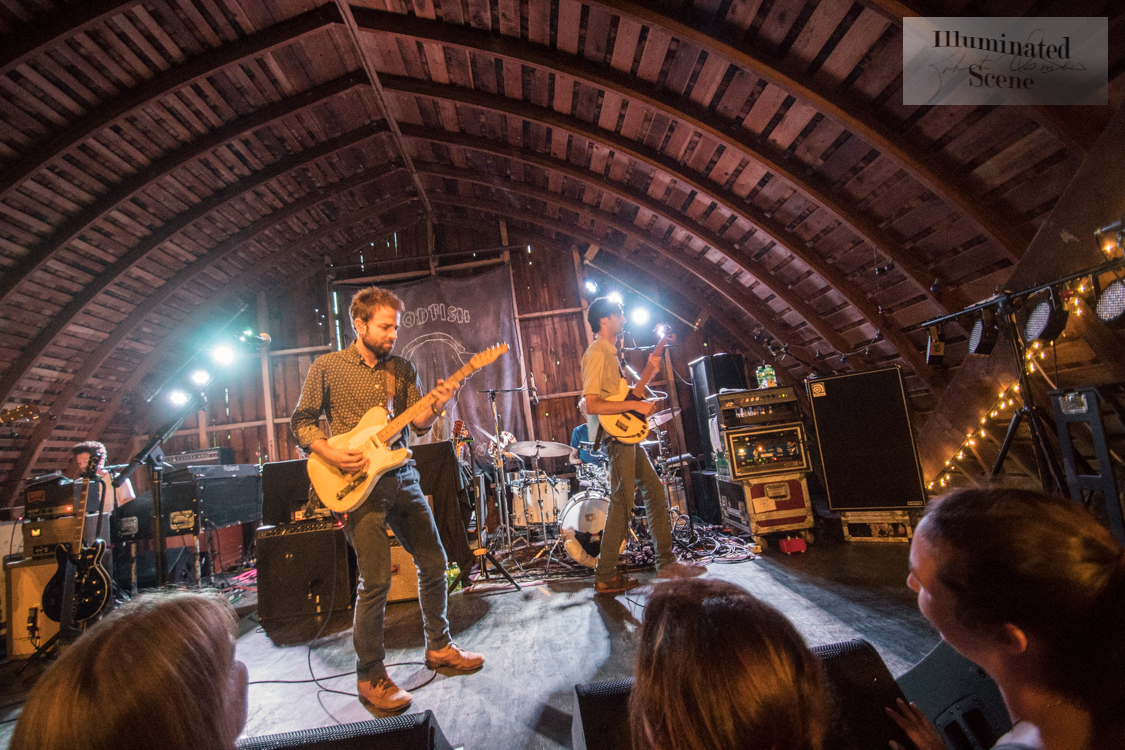
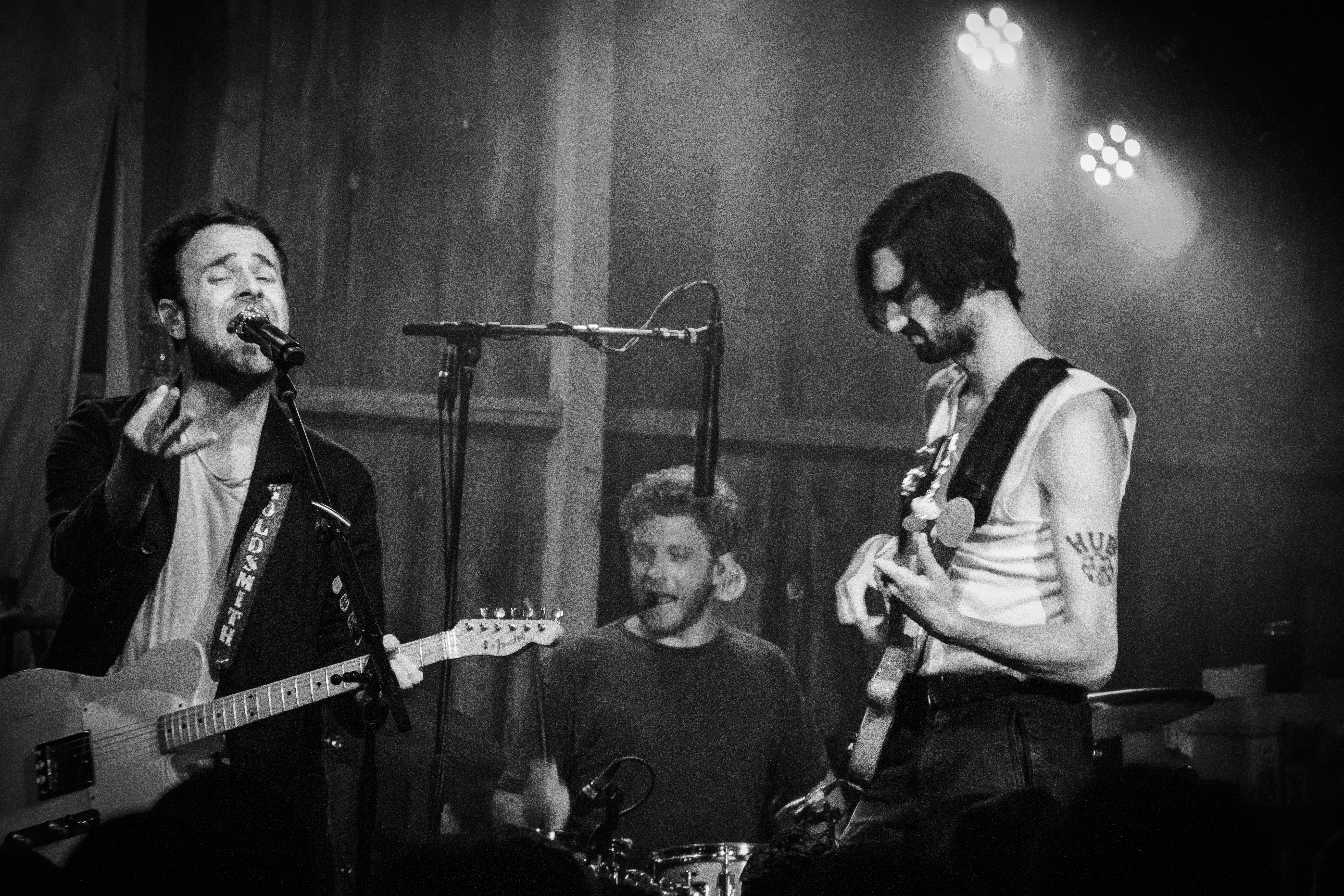
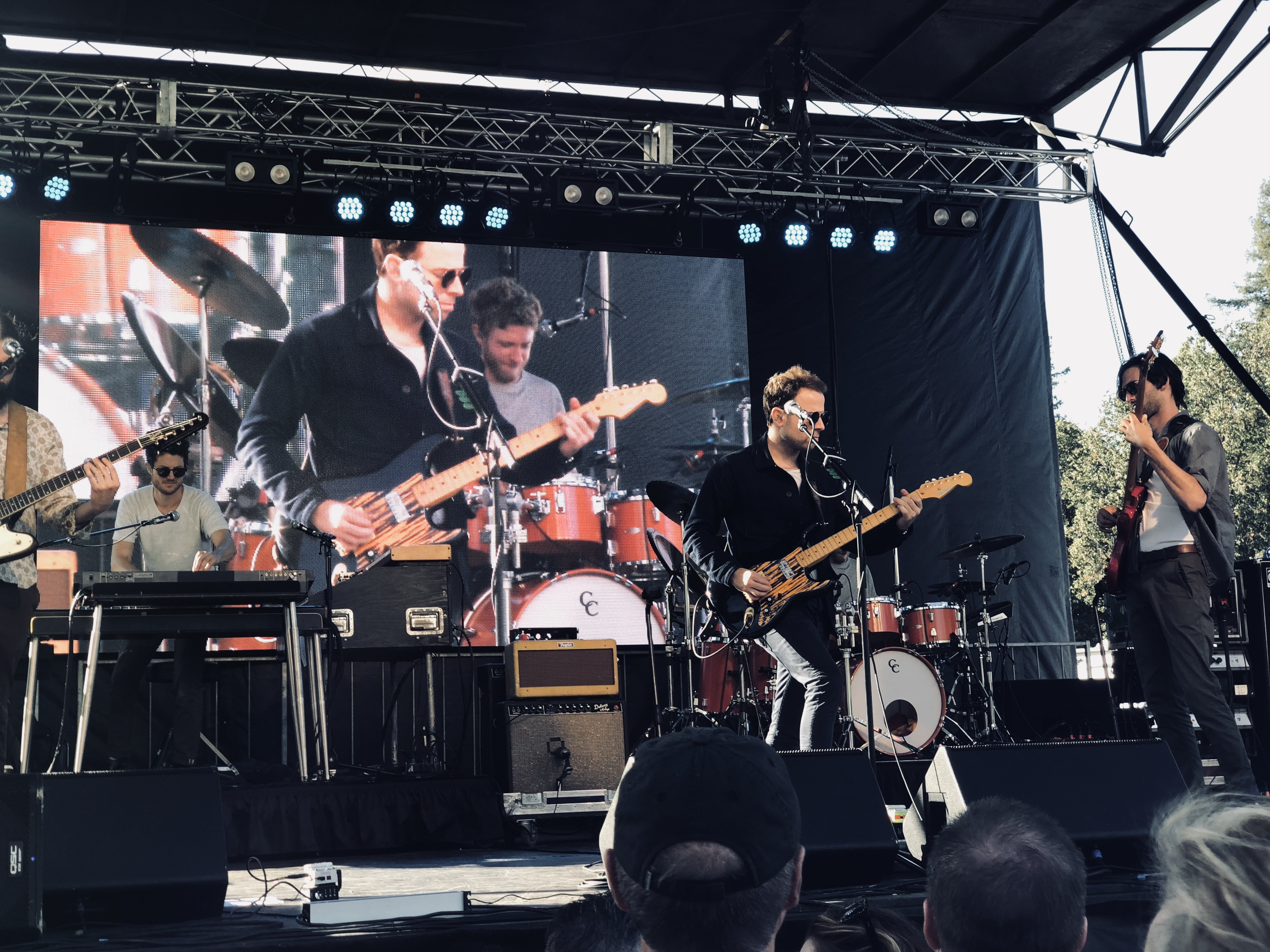
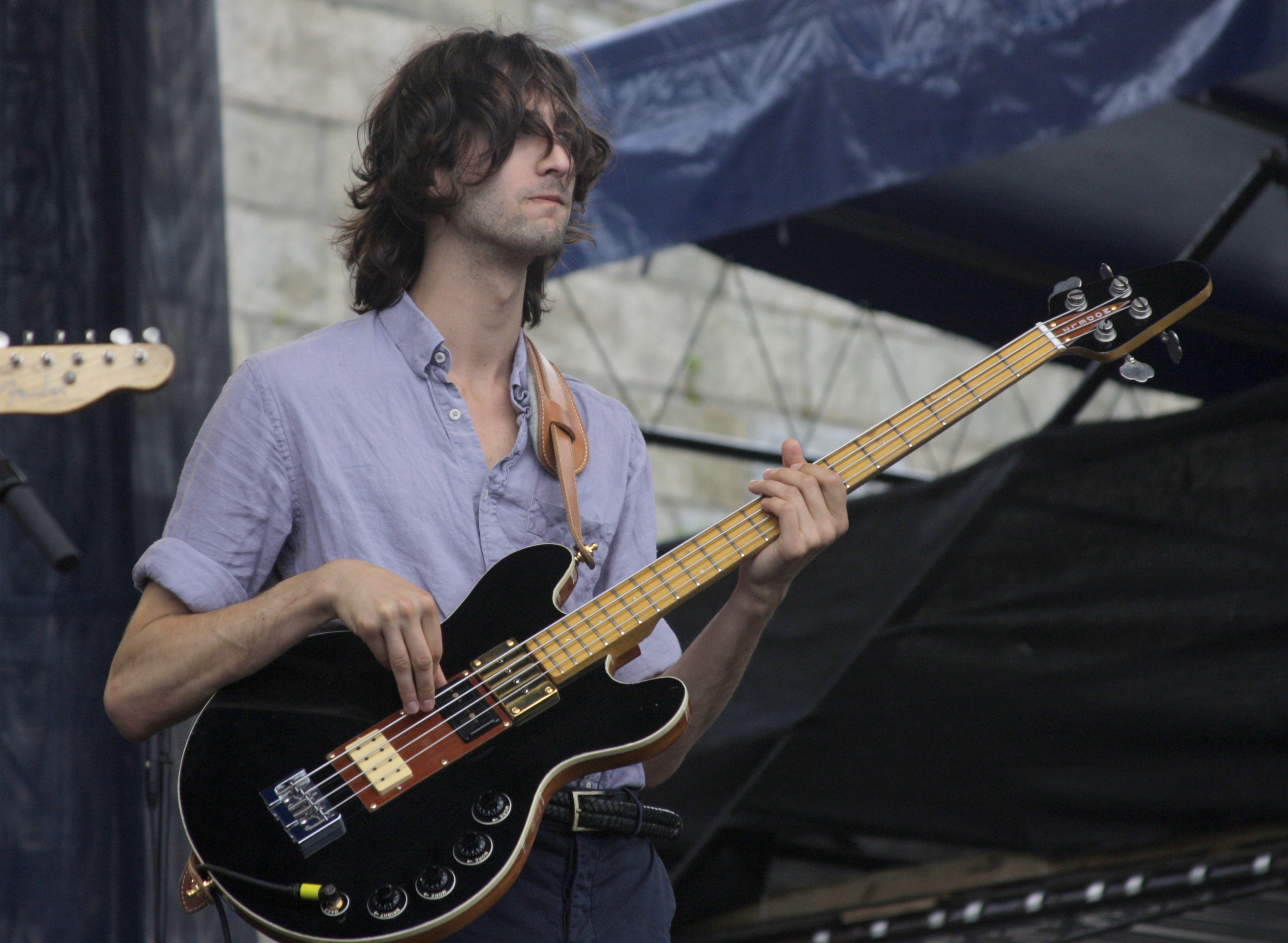
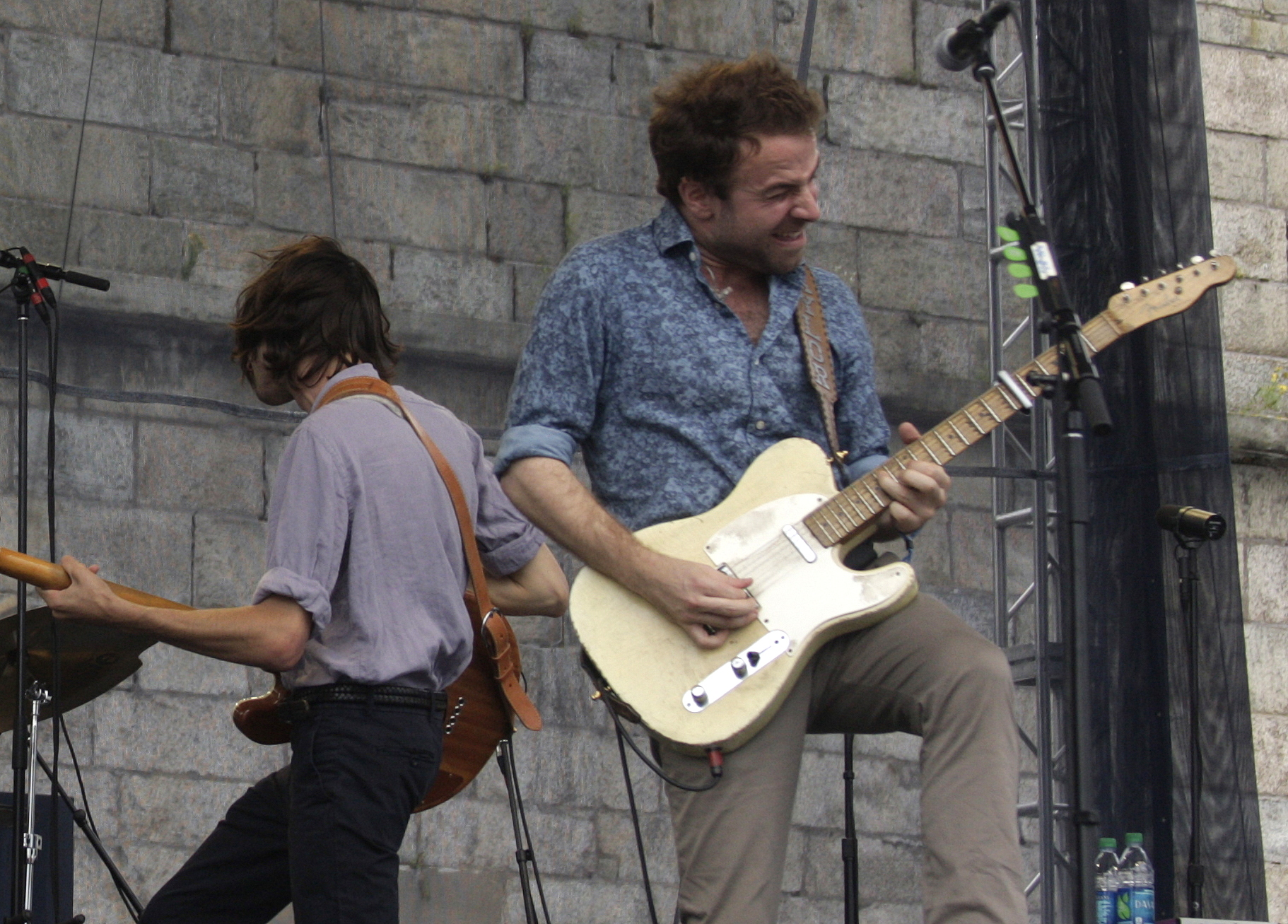
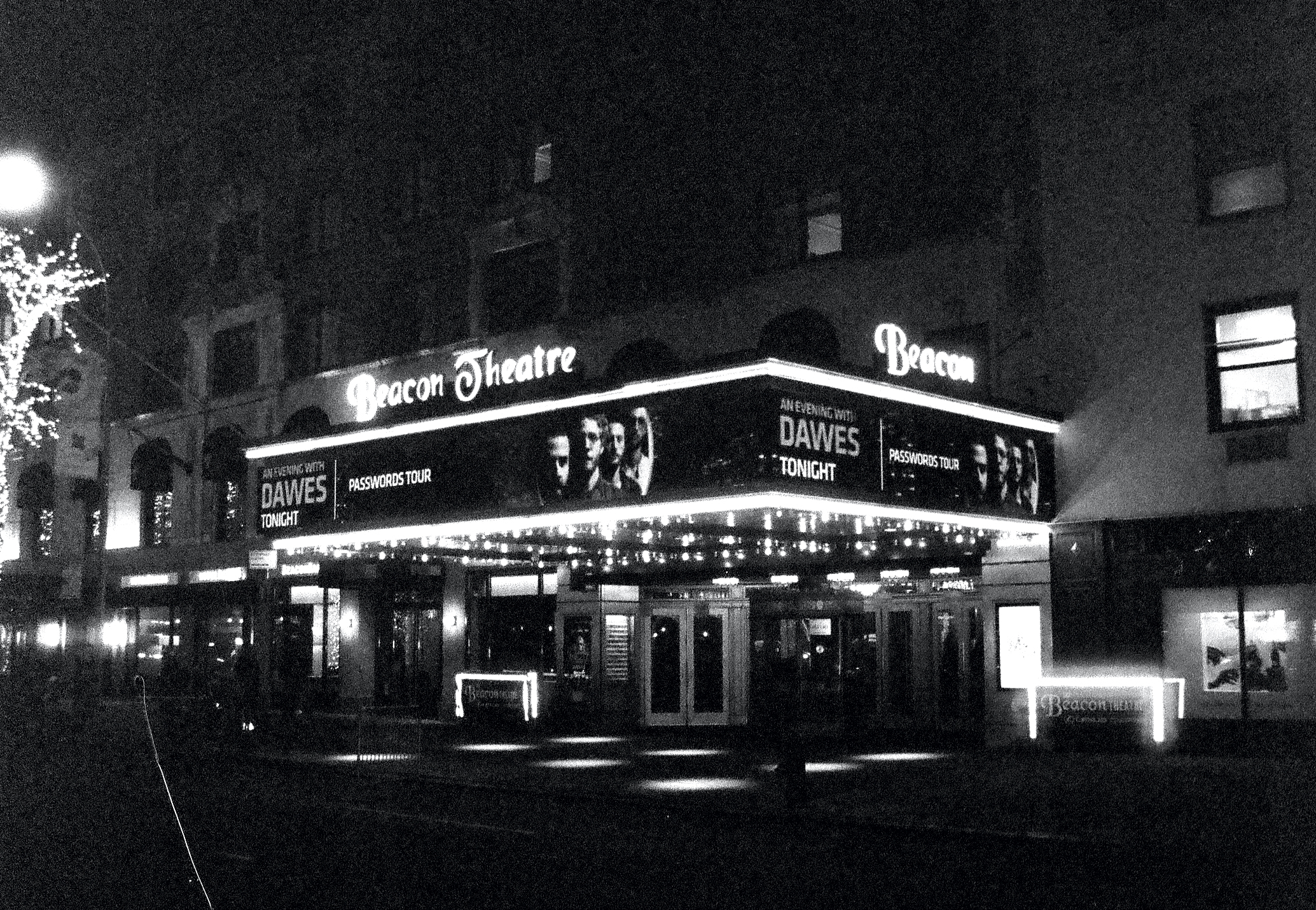
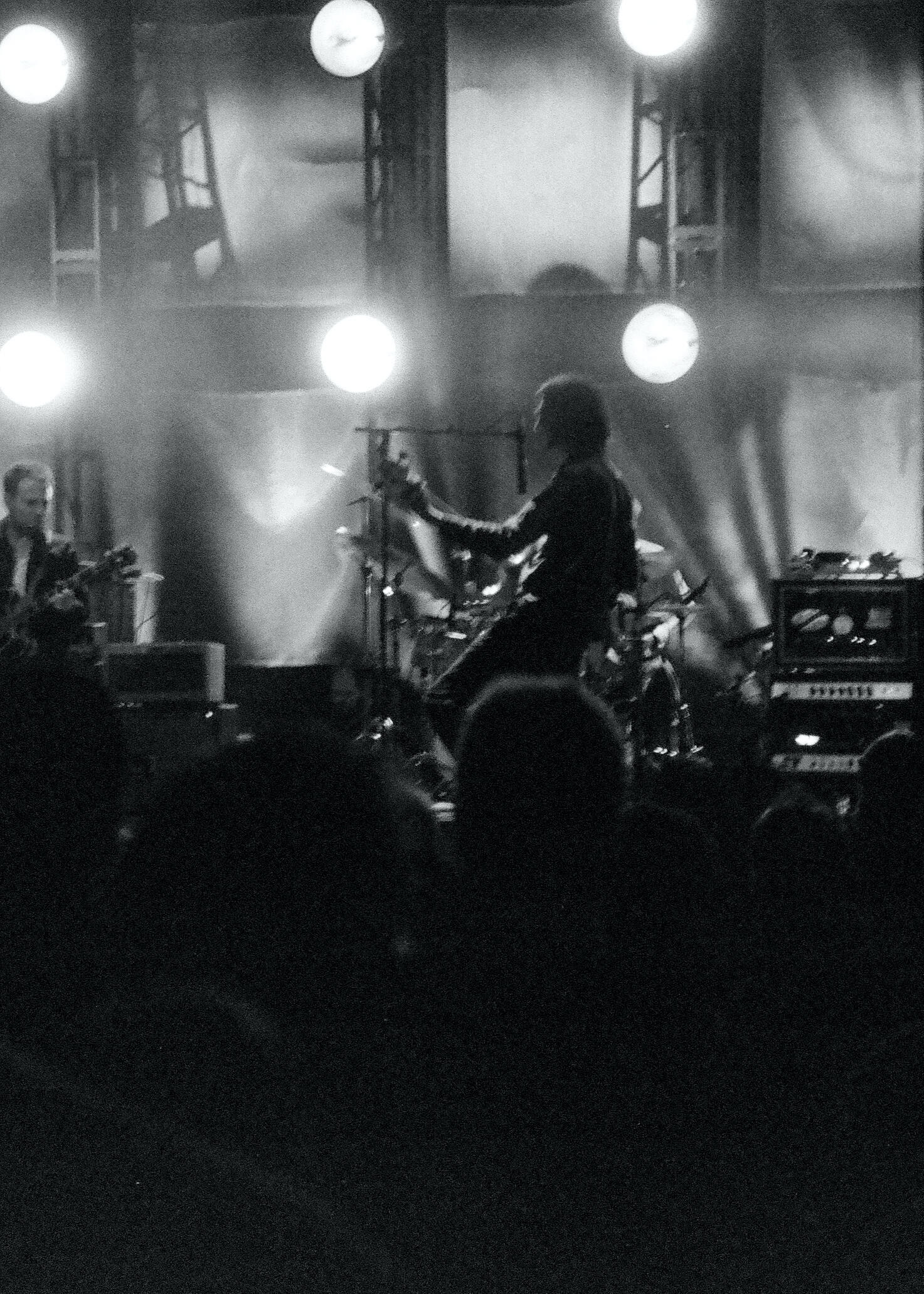